# 905 TCN
905 TCN là một năm trong lịch La Mã.